# Локальный цвет (фотография)
Локальный цвет — в фотокинотехнике усреднённый цвет нескольких близко расположенных (как правило, неодинаковых по цвету) деталей объекта.
Эффект локального цвета на цветном фотографическом изображении может возникнуть в результате:
- недостаточной резкости соответствующей части изображения или изображения в целом
- сильного рассеяния света, например, дымкой или объективом
- малого масштаба изображения (при съёмке удалённых объектов)
- недостаточной разрешающей способности фотоматериала.

Эффект локализации цвета порой сознательно используют для снижения цветового контраста деталей сцены, цветовые различия которых могут отвлекать зрителя от сюжетно важных элементов изображения.
При съёмке локализацию цвета осуществляют специальными насадками.
При обработке фотоизображения цифровыми методами локализации цвета добиваются путём размытия цветоразностных составляющих изображения.